# Уськанда
Уськанда — река в Кемеровской области России, течёт по территории Гурьевского района.
Длина реки составляет 13 км.
Устье реки находится на высоте 197 м над уровнем моря в 40 км по правому берегу реки Ур.

## Данные водного реестра
По данным государственного водного реестра России относится к Верхнеобскому бассейновому округу, водохозяйственный участок реки — Иня, речной подбассейн реки — бассейны притоков (Верхней) Оби до впадения Томи. Речной бассейн реки — (Верхняя) Обь до впадения Иртыша.
Код водного объекта в государственном водном реестре — 13010200612115200005707.